# François-Thomas Moreau de la Rochette
François-Thomas Moreau de la Rochette (4 novembre 1720 à Rigny-le-Ferron (Aube) - 20 juillet 1791 à La Rochette (Seine-et-Marne) est un agronome français, directeur des fermes du Roy.

## Biographie
Il créa en 1767 une école de pépiniériste pour les enfants trouvés de Paris. Cette école fut fondée sur les terres qu'il acheta sur la commune de La Rochette (Seine-et-Marne). À partir de cette activité, il fit défricher les landes de bruyères environnantes, pour les transformer en terre cultivable, ce qui permit à la ville de s'étendre et d'attirer une plus grande population.
Il est également à l'origine d'une des premières manufactures de sulfate de fer qu'il établit à Urcel.

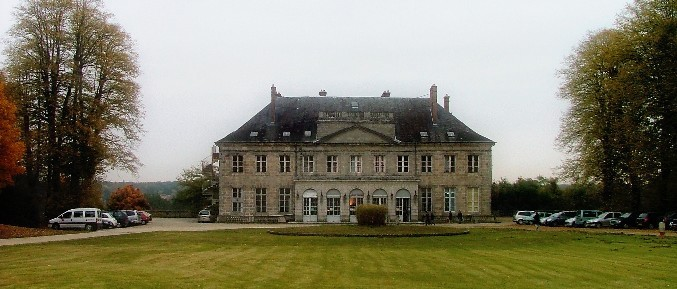
Le château de La Rochette qu'il se fait construire.

François-Thomas Moreau de la Rochette se fit ensuite édifier un château sur ses terres de La Rochette sous les ordres de l'architecte Victor Louis.
Anobli, il fut décoré en 1769 de l'ordre de Saint-Michel.